# Edshamar en Granängen
Edshamar en Granängen (Zweeds: Edshamar och Granängen) is een småort in de gemeente Uppsala in het landschap Uppland en de provincie Uppsala län in Zweden. Het småort heeft 66 inwoners (2005) en een oppervlakte van 9 hectare. Eigenlijk bestaat het småort uit twee plaatsen: Edshamar en Granängen. Het småort grenst in het oosten aan naaldbos en in het westen aan landbouwgrond, ook loopt de rivier de Fyrisån iets ten westen van het småort. De bebouwing in het småort bestaat met name uit vrijstaande huizen.